# Jean-Baptiste-Maximilien Chabalier
Jean-Baptiste-Maximilien Chabalier, né le 27 septembre 1887 au Cheylard-l'Évêque (Lozère) et mort le 11 juin 1955, à Phnom-Penh, est un évêque missionnaire catholique français.

## Biographie
Jean-Baptiste-Maximilien Chabalier fils de Jean Pierre Chabalier et Félicie Irma Dubois, naît en 1887 en Lozère. Il fait ses études primaires à Laubarnès (commune de Cheylard-l'Évêque), et poursuit ses études secondaires à Langogne. Cette fin du XIXe siècle voit l'élan des grandes missions chrétiennes, dans lesquelles beaucoup de clercs du diocèse de Mende s'engagent.
Il rejoint donc les missions étrangères de Paris. Il est ordonné prêtre le 28 juin 1913 et part pour sa mission au Cambodge le 10 décembre. Le Cambodge est alors un protectorat au sein de l'Indochine française.
En 1914, il étudie la langue à Battambang et passe quelque temps dans la desserte de Ta-Om. En décembre 1914, il est nommé à la tête d'une chrétienté cambodgienne à Bai-Gia dans le delta du Mékong. Polyglotte, il parle le cambodgien, l'annamite, et l'hok-lo (dialecte chinois), ce qui l'amène à beaucoup voyager à travers le pays. 
En 1921, il est nommé professeur au Grand Séminaire de Phnom-Penh dont il devient le Supérieur en septembre 1929.
Le 2 décembre 1937, il est nommé vicaire apostolique de Phnom Penh par le pape Pie XI. Il obtient par là même le siège titulaire de Pharanitanum (de) (ou Pharan). Il est consacré le 24 février 1938 par Mgr Antonin Drapier, délégué apostolique en Indochine dans l'église de Russey-Kéo. 
En 1945, il doit faire aux conséquences de l'occupation des troupes japonaises qui concentrent les Européens dans un quartier de la ville. Après la reddition du Japon en septembre 1945, ce sont les communistes vietnamiens qui enferment, expulsent les chrétiens jusqu'au rétablissement de l'autorité en 1949.
Le 26 octobre 1952, Mgr Chabalier procède à  la bénédiction de la première pierre de la cathédrale de Phnom-Penh.

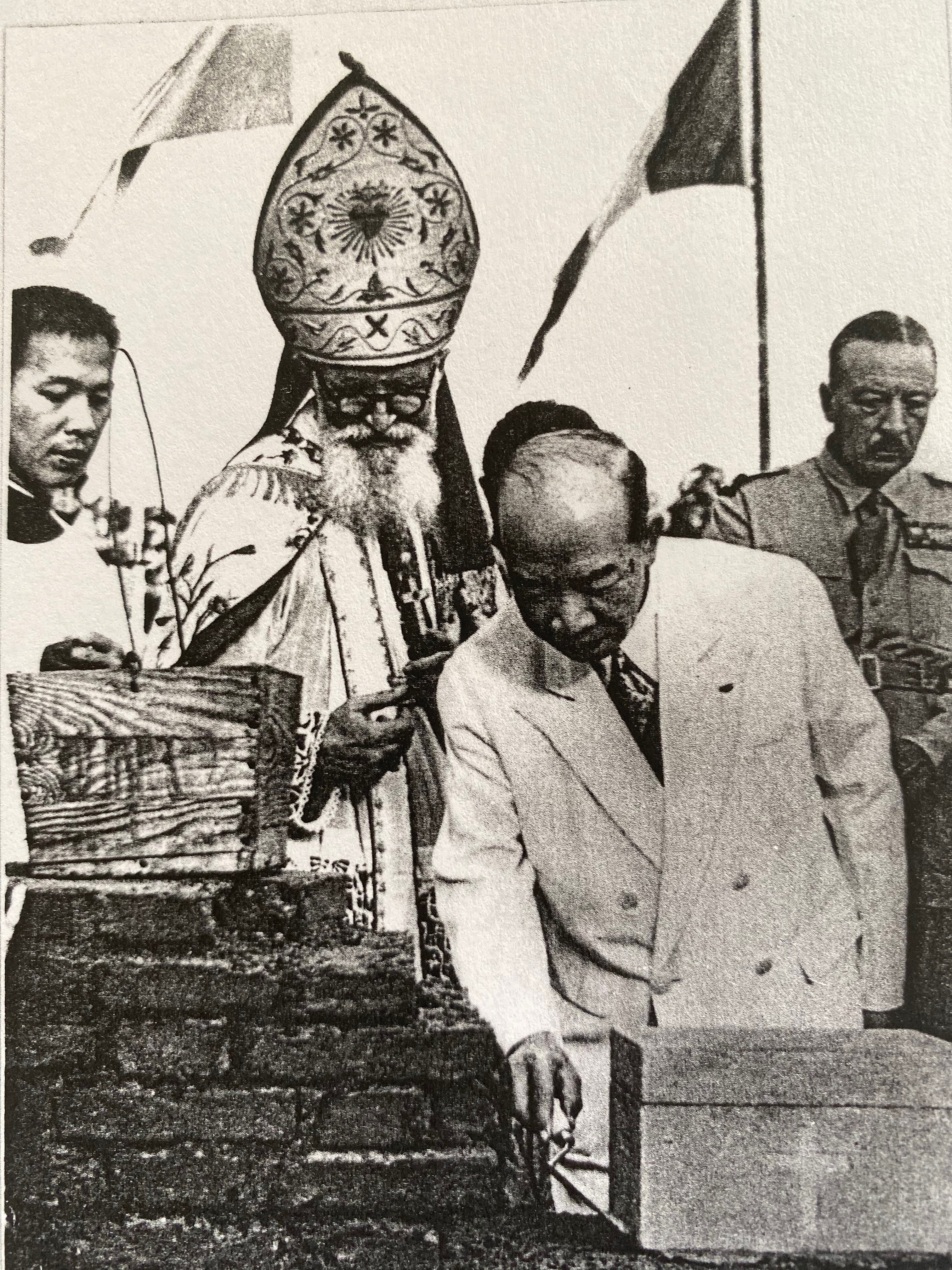
Monseigneur Chabalier bénit la cathédrale de Phnom Penh

Il meurt en 1955 après avoir lutté plusieurs années contre la maladie.

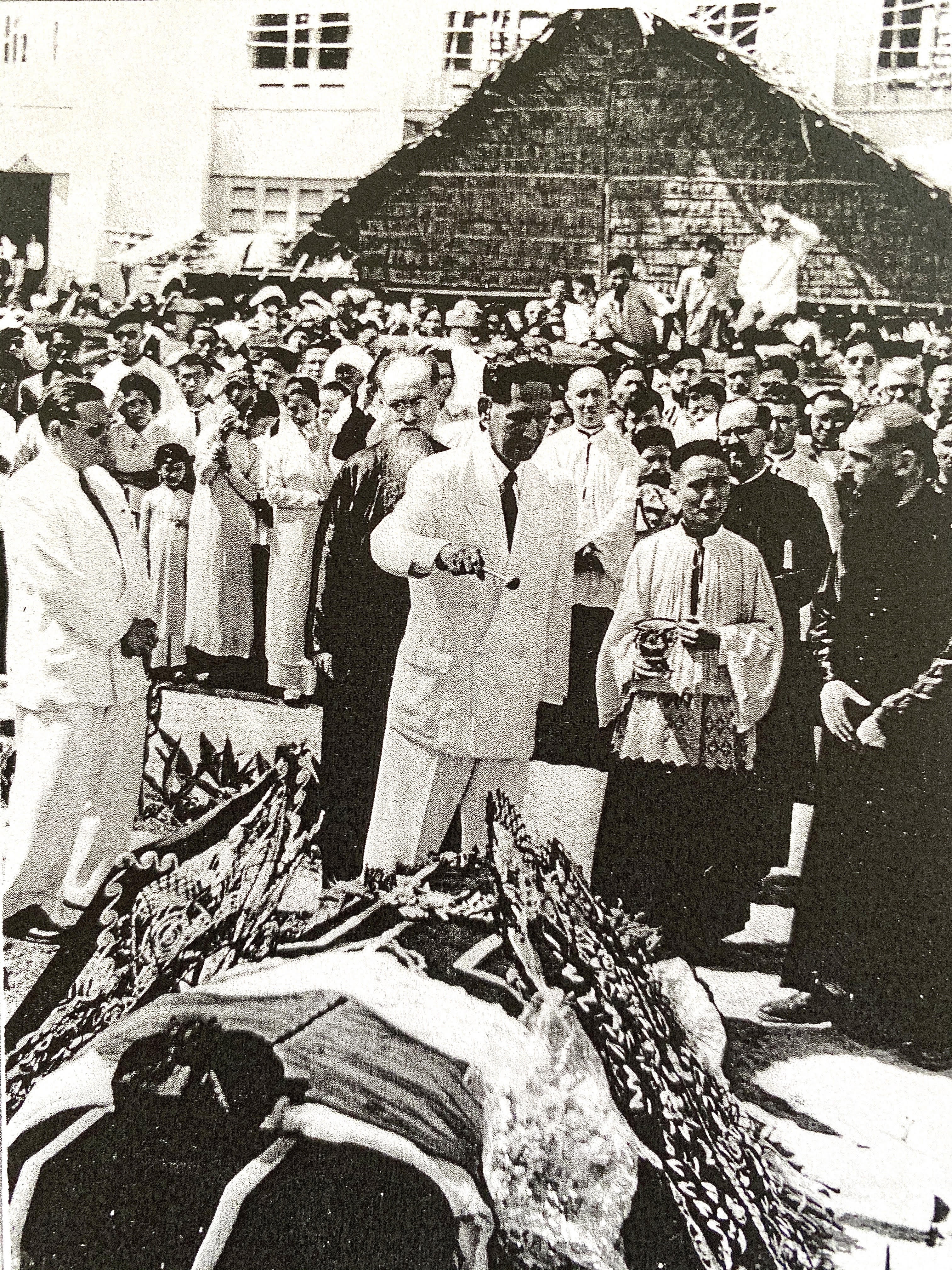
Funérailles Monseigneur Chabalier

## Décorations
Officier de la Légion d'Honneur
Grand Officier de l'Ordre Royal du Cambodge

## Sources et références
1. ↑  Eglises d'Asie - Cambodge, « Le prince Sihanouk rencontre Mgr Yves Ramousse et les responsables catholiques », Missions Etrangères de Paris,‎ 18/03.2010 (lire en ligne)
2. ↑  « Généalogie Jean-Charles de Portes », sur Geneanet
3. ↑  (fr) Sa fiche sur le site des missions étrangères de Paris
4. ↑  Pierre-Jean Chabalier, Revue du Gévaudan, des Causses & Cévennes, Mende, Société des Lettres, Sciences et Arts de Lozère, juin 2022, Chabalier au fil de l’eau et par delà le Gévaudan
5. ↑  Missions Etrangères de Paris, Bulletin de la Société des missions étrangères de Paris, Paris, MEP, 1938, 856 p. (lire en ligne), p. 270
6. ↑  Michel Gasnier, Un officier français : le capitaine Gérard de Cathelineau (1921-1957), Paris, NEL, 1960
7. ↑  Patrick Cabaanel, Cévennes, La Louve, 2006